# Lasiophila
Genre
Lasiophila est un genre de lépidoptères de la famille des Nymphalidae, de la sous-famille des Satyrinae, de la tribu des Satyrini et de la sous-tribu des Pronophilina.

## Historique et dénomination
- Le genre Lasiophila a été décrit  par C. Felder & R. Felder en 1859[1].
- L’espèce type est Lasiophila cirta (C. Felder & R. Felder, 1859)

## Taxinomie
- Lasiophila alkaios (Tessmann, 1928)
- Lasiophila circe (C.Felder & R.Felder, 1859)
- Lasiophila  ciris (Thieme, 1907)
- Lasiophila cirta (C.elder & R.elder, 1859) espèce type pour le genre
- Lasiophila hewitsonia (Butler, 1868)
- Lasiophila orbifera (Butler, 1868)
- Lasiophila palades (Hewitson, 1872)
- Lasiophila parthyene (Hewitson, 1872)
- Lasiophila phalaesia (Hewitson, 1868)
- Lasiophila piscina (Thieme, 1903)
- Lasiophila prosymna
- Lasiophila regia (Staudinger, 1897)
- Lasiophila zapatoza

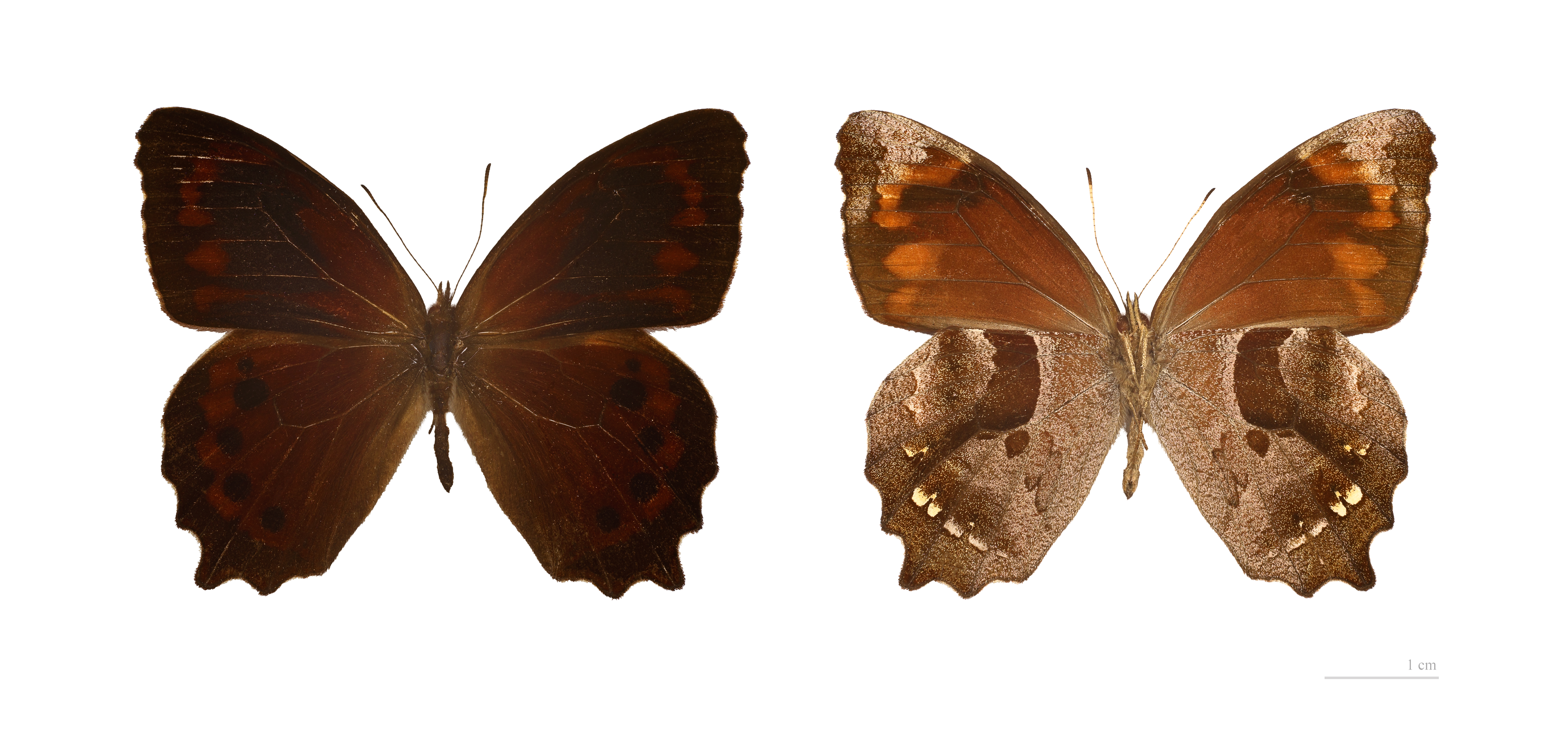
Lasiophila orbifera